# Аль-Ашраф Халиль
аль-Малик аль-Ашраф Салах ад-Дин Халиль ибн Калаун (араб. الملك الأشرف صلاح الدين خليل بن قلاوون‎; ок. 1262, Каир — 14 декабря 1293, Ком Туруга) — мамлюкский султан Египта с 1290 года из рода Бахритов. Сын султана Калауна, старший брат султана ан-Насира Мухаммада I. Более всего известен завоеванием последнего из государств крестоносцев в Палестине, закончившимся захватом Акры в 1291 году.

## Ранние годы
Аль-Ашраф Халиль родился в Каире и был сыном султана Калауна. Он стал наследником султаната после внезапной смерти его старшего брата ас-Салиха Али в 1288 году. Однако Калаун отказался подписать документ, подтверждающий права Халиля на трон до смерти султана. По словам судьи церемонии, Фатх ад-Дина Абдула Захира, султан заявил: «Фатх ад-Дин, я не могу позволить Халилю править мусульманами». Когда Халиль увидел документ, не подписанный отцом, он сказал: «Фатх ад-Дин, султан отказался дать мне это право, но Бог дал его мне». Вице-султан Калауна, Хосам ад-Дин Турунтай, и эмир Китбуга аль-Адиль были арестованы. Турунтай в итоге был казнен за организацию заговора против Халиля, но Китбуга был выпущен. Байдара аль-Мансури, бывший визирь султана Калауна, стал новым вице-султаном, Хосам ад-Дин Ладжин стал наместником султана в Сирии, а Ибн ас-Салус получил пост визиря. После Халиль ликвидировал своих противников и принялся за решение задачи, не решённой его отцом, а именно вытеснением крестоносцев из их последних оплотов на побережье Сирии.

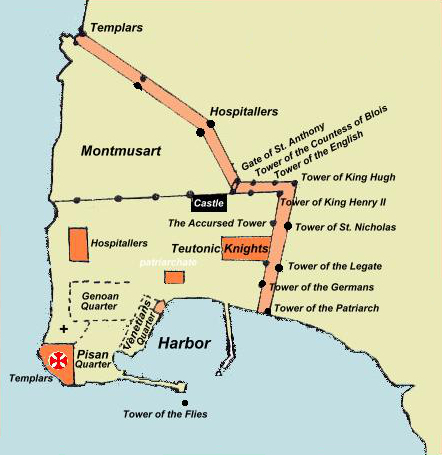
Карта Акры в 1291 году.

## Завоевание Акры
Калаун, отец Халиля, завоевал графство Триполи в 1289 году, и в 1290 году двинулся на Акру, столицу остатков Иерусалимского королевства, но, к облегчению защитников Акры, султан умер в ноябре, прежде чем начать осаду. Халиль решил продолжить атаку. Он направил послание Гийому де Боже, магистру тамплиеров, рассказывая ему о своих намерениях атаковать Акру и призывая его не посылать гонцов или дары. Тем не менее, делегация из Акры во главе с сэром Филиппом Мэнбёфом все-таки прибыла в Каир с подарками. Послы обратились к Халилю с просьбой не нападать на Акру. Халиль не принял просьбу и заключил послов в тюрьму.
Аль-Ашраф Халиль собрал силы Египта и Сирии, которые включили в себя большое число добровольцев и осадных машин из Хисн аль-Акрада. Некоторые катапульты Халиля были огромными и получили такие имена, как «Аль-Мансури» — «победоносные». Более легкие мангонеллы прозвали «черными быками». Четыре армии из Дамаска (во главе с Ладжином), Хамы (во главе с аль-Музаффаром Такай ад-Дином), Триполи (во главе с Бильбаном) и Аль-Карка (во главе с Бейбарсом аль-Девадаром) двинулись на Акру, чтобы присоединиться к египетской армии Халиля.
Защитники Акры обратились за помощью к Европе, но безуспешно. Небольшая группа рыцарей, среди них швейцарец Отто де Грандисон, были отправлены королём Эдуардом I. Бурхард фон Шванден, великий магистр Тевтонского ордена, подал в отставку и был заменен Конрадом фон Фойгтвангеном, который внезапно оставил Акру и уехал в Европу. Примечательно, что реальная помощь пришла только от короля Генриха II Кипрского, который укрепил стены и послал войска во главе с своим братом Амори, чтобы защитить город. Акра была хорошо защищена двумя линиями стен и имела двенадцать башен, которые были построены на средства европейских королей и богатых паломников.

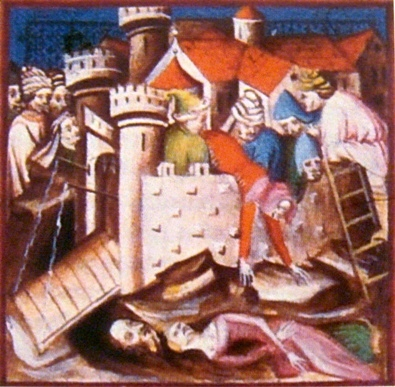
Взятие Акры. Миниатюра.

5 апреля 1291 года силы Халиля выстроились напротив Акры. Армия Хамы заняла позицию напротив передней части башни тамплиеров, в то время как египетская армия растянулась от стены Монмузар до залива. Дихлиз (красный шатер султана) стоял на небольшом холме недалеко от берега. 6 апреля катапульты начали бросать камни в стены Акры. За восемь дней бомбардировок стены были разрушены, и начали возникать стычки между войсками противников. На исходе восьмого дня осады мусульмане начали двигаться дальше в направлении города, используя плетеные экраны для защиты от стрел, пока не достигли края стены. Минеры Халиля заминированы стены. Несмотря на постоянное прибытие подкреплений с Кипра в Акру по морю, христиане убедились в отсутствии возможностей противостоять армии Халиля. 15 апреля, при лунном свете, тамплиеры во главе с Жаном Грайи и Отто де Грандисоном совершили внезапное нападение на лагерь солдат Хамы, но их лошади запутались ногами в верёвках палаток мусульман, и многие христиане были убиты. Ещё одно нападение через нескольких дней, также покровом темноты, со стороны госпитальеров также закончилась неудачей. 5 мая некоторая надежда появилась, когда Генрих II Кипрский прибыл с войсками на 40 судах. Но вскоре Генрих убедился в своей беспомощности. Христиане послали гонцов к султану, которые приветствовали его на коленях. Халиль спросил их, принесли ли они ему ключи от города, но те ответили, что город не может быть сдан так легко и что они пришли только просить о милосердии для бедных жителей Акры. Халиль обещал послам, что пощадит жизнь всех жителей, если защитники сдадут Акру, но посланники отказались принять его предложение. В то время как гонцы ещё говорили с султаном, огромный камень, пущенный из катапульты со стен Акры, ударился о землю возле палатки султана. Халиль, полагая, что переговоры были лишь уловкой, хотел убить гонцов, но эмир аль-Санжар Шуя защитил их, и они были отправлены обратно в город.
С 8 мая башни Акры рушились одна за другой. 18 мая на рассвете султан дал приказ начать штурм города по всем направлениям, в сопровождении звука фанфар и барабанов, привезенных на 300 верблюдах. Мусульманские войска продвинулись на пути к главной башне, прозванной Проклятой, и заставили гарнизон отступить в сторону ворот Святого Антония. Мусульманские штандарты были размещены на стенах. Все контратаки и попытки госпитальеров и тамплиеров вернуть башню были напрасны. Король Генрих II и магистр госпитальеров сели на галеры и бежали из Акры. Гийом де Боже, магистр тамплиеров, и Матье де Клермон были убиты. Захватив эти позиции, мусульманские силы завязали бои на улицах города. Сколько жителей погибли на земле и в море, неизвестно. К ночи Акра, находившаяся в руках крестоносцев 100 лет, была в руках Халиля, и его армия после 43 дней осады стояла на западной стороне города на берегу моря. Через неделю Халиль начал переговоры с Пьером де Севери, который возглавлял тамплиеров, и было решено, что тамплиеры и получал свободный проход на Кипр, но люди султана, которые были посланы в цитадель контролировать эвакуацию, оказались не достаточно дисциплинированы и были убиты тамплиерами. Под покровом темноты Теобальд Годен, новый магистр Храма, покинул крепость с несколькими людьми и казной тамплиеров. Утром Пьер де Севери пошел к султану, чтобы уладить ситуацию, но был арестован вместе со своими последователями, и они были казнены в отместку за гибель людей султана. Когда осажденные в цитадели тамплиеры увидели, что случилось с Севери, они продолжили борьбу. 28 мая султан послал около 2000 человек на штурм цитадели. Цитадель рухнула, убив всех, кто был внутри, в том числе людей султана.
Новости о завоевании Акры достигли Дамаска и Каира. Аль-Ашраф Халиль триумфально вошел в Дамаск с пленными крестоносцами и их знаменами. После празднования его победы в Дамаске Халиль уехал в Каир. Прибыв в Каир, он приказал освободить Филиппа Мэнбёфа и людей, которые сопровождали его в Каир ранее.

## Захват Тира, Сидона, Бейрута, Хайфы и Тартуса
Порт Тира был одним из самых охраняемых оплотов крестоносцев на сирийском побережье. Салах ад-Дин дважды безуспешно пытался его захватить. Тир был передан Маргаритой де Лузиньян её племяннику Амори Тирскому незадолго до захвата Акры Халилем. 19 мая султан, в то время находившийся ещё в Акре, послал группу воинов, во главе с эмиром Санжаром аль-Шуя изучить обстановку в Тире. Имея небольшой гарнизон и увидев беженцев из Акры, Адам Кафран, бальи Тира, запаниковал и сбежал на Кипр. Тир был занят мусульманами без боя.

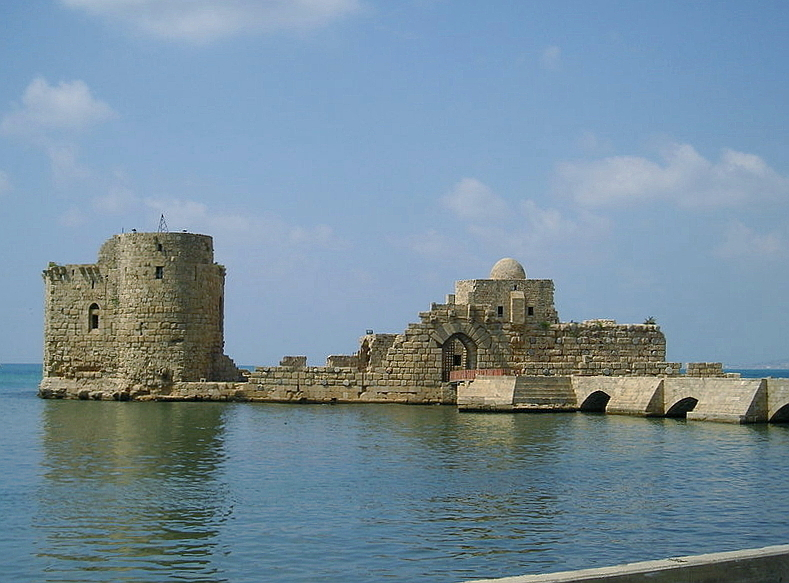
Морской замок Сидона.

Спустя месяц после захвата Акры Халиль послал войско во главе с эмиром аль-Шуя в Сидон. Тамплиеры во главе с Годеном, новым магистром Храма, решили укрыться в замке, который был построен на острове в 90 метрах от берега. Годен взял казну ордена и отплыл на Кипр, пообещав своим последователям, что пришлет подкрепления из Кипра. Но Годен не выполнил обещания. После того как оставшиеся в замке тамплиеры увидели, как мусульмане строят мост, они ночью бежали по морю в Тартус. Эмир аль-Шуя приказал уничтожить Морской замок 14 июля.
После захвата Сидона аль-Шуя отправился на Бейрут. Город имел небольшой гарнизон и был важным торговым морским портом для крестоносцев. Эшива д’Ибелин, леди Бейрута, думала, что она в безопасности, потому что в своё время заключила перемирие с отцом Халиля Калауном. Аль-Шуя вызвал командиров гарнизона и арестовал их. Увидев арестованных командиров, солдаты бежали по морю. Бейрут был взят мусульманами 31 июля. Аль-Шуя приказал снести стен города и переоборудовать собор в мечеть.
Хайфа была захвачена 31 июля, с небольшим сопротивлением. Тартус был осажден эмиром Бильбаном, и крестоносцы были вынуждены бежать на соседний остров Арвад. Город пал, но Арвад оказался в руках крестоносцев лишь в 1302 году.
В 1292 году Халиль в сопровождении визиря Ибн ас-Салуса прибыл в Дамаск, а затем отправился через Алеппо осаждать замок Калъат Aр-Рам. Замок был резиденцией патриарха Армении. Он был взят после 30 дней осады. Халиль переименовал его в Калаат аль-Муслимин («Замок мусульман»). Он оставил эмира аль-Шуя в замке и вернулся в Дамаск с пленными. Население Дамаска проводило султана в Каир ночью тысячами зажженных свечей. Султан вошел в Каир через ворота Победы («Баб ан-Наср») и был встречен также тысячами зажжённых свечей.
Султан вернулся в Дамаск и собрал армию, чтобы вторгнуться в Киликийскую Армению, но армянские посланники прибыли в Дамаск и обратился к нему. Города Тиль-Хемдун, Мараш и Бехеши были переданы султану в обмен на мир.
Халиль имел хорошие отношения с Королевством Кипр, Королевством Арагон и Королевством Сицилия, заключив коммерческие и военные договоры с ними.
Процесс завоевания королевства крестоносцев, начатый в 1187 году Салах ад-Дином, был, наконец, завершен Халилем, что было описано некоторыми мусульманскими хронистами наравне с подвигами Александра Македонского. Султан также планировал напасть на Кипр и монголов, захвативших Багдад.
Крестоносцы впали в уныние. 200 лет их усилий оказались напрасными. Королевство крестоносцев было разрушено Салах ад-Дином, Бейбарсом и Калауном, а Седьмой крестовый поход Людовика IX против Египта закончился полным провалом, но крестоносцы пытались сохранить свои опорные пункты на побережье Сирии, надеясь однажды вернуть то, что потеряли. Папа Николай IV попытался действовать, но умер в 1292 году, и европейские короли, вовлеченные во внутренние конфликты, были не в состоянии организовать новый крестовый поход. Что касается тамплиеров, они были обвинены в ереси в Европе и жестоко преследовались Филиппом IV и Папой Климентом V.

## Внутренние конфликты и убийство
В военном смысле Халиль обладал энергией и способностями своих предшественников, Бейбарса и Калауна. Но многие эмиры его не любили. Он начал своё правление с заключения в тюрьму несколько видных эмиров отца, среди них был вице-султан Турунтай. Во время битвы за Акру он арестовал Хосама ад-Дина Ладжина, а после того как вернулся в Каир, изгнал Сункура аль-Ашкара и несколько эмиров. Халиль продолжал политику своего отца по замене тюркских мамлюков черкесами, что накалило отношения в среде мамлюков. После его победы над крестоносцами высокомерие одолело султана, и он стал общаться с эмирами грубо и подписывать документы только буквами «KH», игнорируя эмиров. Кроме того, его визирь Ибн ас-Салус вызывал ненависть эмиров, поскольку он не был ни мамлюком, ни эмиром, а был купцом из Дамаска. В то время как Халиль пренебрегал эмирами, он был очень щедр к Ибн ас-Салусу. Ибн ас-Салус был вовлечен в несправедливое преследование верховного судьи Египта Ибн аль Бинт-Ааза и постоянно ссорился с визирем Байдарой.
В декабре 1293 года Халиль, в сопровождении Ибн ас-Салуса, Байдары и других эмиров отправился в Ком Туругу в северном Египте на соколиную охоту. Он послал Ибн ас-Салуса в соседний город Александрию, чтобы привезти припасы и собрать налоги. Прибыв в Александрию, Ибн ас-Салус выяснил, что представители Байдары уже собрали все налоги. Получив сообщение от Ибн ас-Салуса, султан вызвал Байдару в свой шатер и оскорблял и угрожал ему в присутствии других эмиров. Байдара оставил шатер и позвал Ладжина, Сункура и других эмиров, и вместе они решили убить султана. 14 декабря султан со своим другом эмир Шихаб ад-Дином Ахмадом был атакован и убит Байдарой и его последователями. Эмирами, которые поразили султана после Байдары, были Ладжин и Бахадир Пак-Нуба. После убийства Халиля Байдара и его последователи пошли в шатер султана и провозгласили Байдару новым правителем. Но Байдара вскоре был арестован мамлюками султана и эмирами, а затем убит Китбугой и Бейбарсом аль-Джашникиром, а его голова была отправлена в Каир. Ибн ас-Салус был арестован в Александрии и отправлен в Каир, где он подвергался жестокому обращению и, наконец, забит до смерти. Эмиры, которые были вовлечены в убийство Халиля, были сурово наказаны и казнены. Ладжин и Сункур бежали.
После смерти Халиль эмиры решили короновать его 9-летнего брата Ан-Насира Мухаммада с Китбугой в роли вице-султана и аш-Шуджаи в качестве визиря. Но смерть Халиля была скрыта на некоторое время. От имени уже мертвого Халиля было составлено послание для эмиров от Египта до Сирии: «Я назначил моего брата аль-Малика ан-Насира Мухаммада своим наместником и наследником, так что, когда я иду бороться с врагом, он заменяет меня». Только после этого было объявлено о смерти Халиля
Аль-Ашраф Халиль правил около трех лет и двух месяцев. Он имел двух дочерей. Помимо завоевания Акры он запомнился как умный человек, который любил читать и учиться.